# Cole Tinkler
Cole Allen Wilson Tinkler (Hamilton, 5 maggio 1986) è un calciatore neozelandese, difensore dell'APIA Leichhardt.

## Carriera

### Nazionale
Con la nazionale olimpica neozelandese ha partecipato alle olimpiadi di Pechino del 2008.